# Академический словарь литовского языка
Академический словарь литовского языка (лит. Didysis lietuvių kalbos žodynas, также LKŽ) — словарь-тезаурус, крупнейший словарь литовского языка и одна из самых масштабных лексикографических работ в мире.
20 томов словаря размером в 22 тысячи страниц были изданы в 1941—2002 годах Институтом литовского языка; электронная и CD-версия словаря стали доступны с 2005 года. Словарь содержит около 236 тысяч заглавных слов (500 тысяч с учётом подзаголовочных), отражающих современную и историческую лексику как из текстов религиозной, учебной, художественной и публицистической литературы, начиная с первой книги на литовском, изданной в 1547 году, и заканчивая 2001 годом, так и записей разговорной речи и диалектов.
Объяснения, замечания об использовании и примеры представлены в словаре для большинства слов, но длина может отличаться от одного предложения до почти сотни страниц.

## История

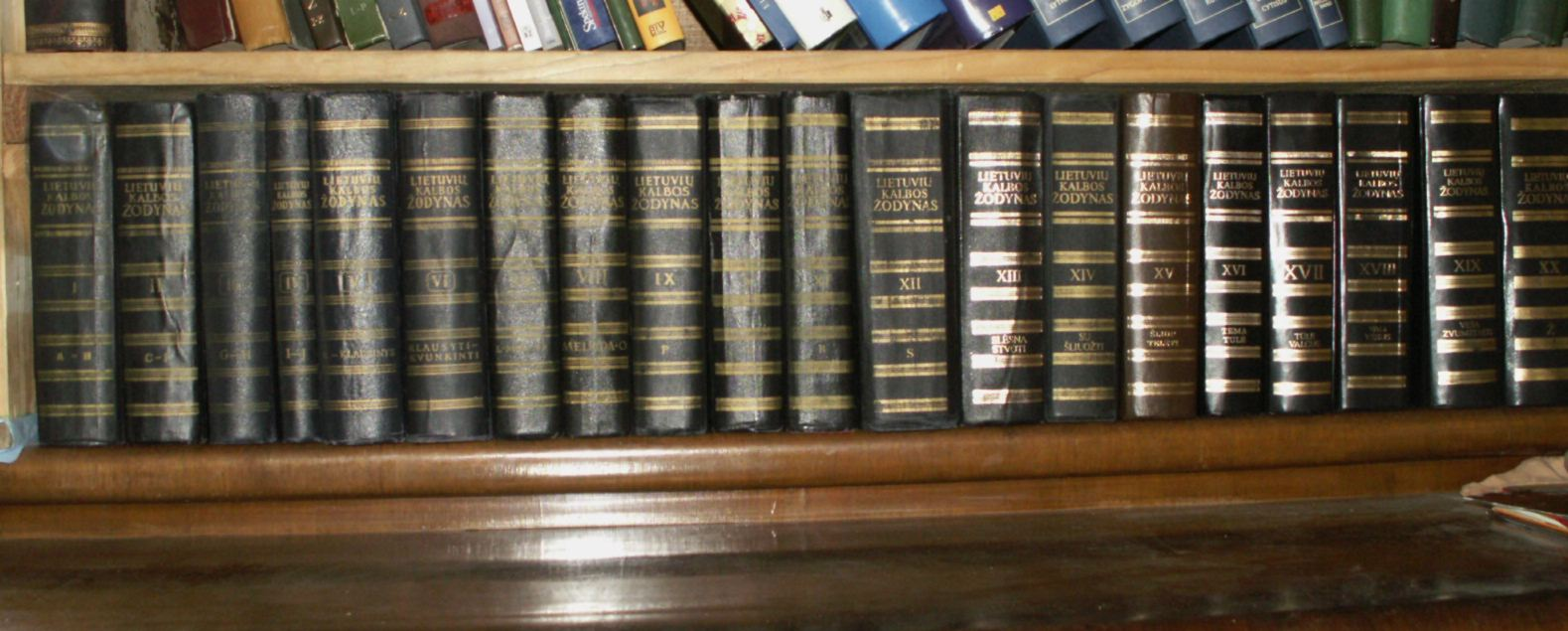
20 томов Академического словаря литовского языка

Идея создать словарь возникла у литовского языковеда Казимира Буги, который начал собирать материал для него в 1902 году. Вернувшись в Литву в 1920 году, он начал работать над словарём, который должен содержать все известные слова литовского языка, а также его гидронимы, топонимы и фамилии. Перед своей смертью в 1924 году он успел издать только две тетради из серии, включавших вступительную часть и словарный материал к слову anga. Буга стремился записать всё, что было известно о каждом слове литовского языка, включая его происхождение и историю. Он критически относился к своей работе, считая, что словарь не является исчерпывающим или упорядоченным, и рассматривая опубликованные тетради черновиком для планируемого словаря.
Буга собрал почти 617 тысяч карточек со словами, однако профессор Юозас Бальчиконис, избранный министерством образования для продолжения работы над словарём в 1930 году, понял, что необходимо больше материала для его написания, и начал кампанию по сбору дополнительных слов из художественных произведений и разговорной речи: большее внимание в этом уделялось более старым текстам, а современная литература и периодика того времени практически игнорировались. Бальчиконис также просил учителей и студентов записывать слова из повседневной речи. Таким образом, словарь был в значительной степени переработан: из него исключили имена, редко употребляемые заимствования, этимологические и исторические примечания и слова теперь объяснялись только на литовском языке, тогда как сам Буга часто оставлял объяснения на том же языке, на котором оно было изначально записано, поэтому слова могли объясняться на немецком, русском, польском языках или даже на латыни.
Первый том словаря со словами на буквы А и В был издан в 1941 году, второй (буквы C—F) — в 1947 году. Позднее эти два тома были раскритикованы советской властью как содержащие много буржуазной и реакционной религиозной лексики на фоне нехватки лексики с революционной литовской прессы и современных реалий, что привело к отстранению Бальчикониса от должности главного редактора словаря. Первые два тома словаря были конфискованы и спрятаны в специальных архивах, из-за чего они стали редкими.
Через девять лет, в 1956 году, вышел третий том словаря; он и последующие тома уже отвечали идеологическим требованиям: примеры из советской литературы, только после которых можно было давать предложения из диалектов, фольклора и т. д. С 1956 года новые тома словаря публиковались каждые 3—5 лет; первые тома были дополнены и повторно изданы в 1968—1969 годах. Из-за цензуры в значительной степени уменьшилось употребление религиозной и языческой лексики. Подготовку материалов для словаря продолжил Институт литовского языка и литературы Академии наук ЛитССР. С 1990 года, после его разделения, над словарём работал Институт литовского языка.
В 1990 году, после восстановления независимости Литвы, лексика, связанная с СССР, его государственным строем и коммунистической идеологией, была удалена из словаря; в него были добавлены слова из религиозных текстов и трудов литовских лингвистов, эмигрировавших на Запад после восстановления советской власти в 1944 году. Последний, двадцатый том словаря, был издан в 2002 году. Состалвением словаря занимались 69 лингвистов, а редактированием — 23.
В 1999—2002 годах тексты 1—16 томов словаря были перенесены на электронные носители; начиная с 17-го тома, издание словаря осуществляется в электронном виде. В электронном виде словарь впервые стал доступен в 2005 году.